# Christian Erwig
Christian Erwig (* 16. Dezember 1983 in Dorsten) ist ein deutscher Fußballspieler und -trainer.

## Karriere
Christian Erwig spielte in der Jugend bei der JSG Hülsten/Maria Veen, Westfalia Groß-Reken, Westfalia Gemen und Preußen Münster, bevor er 2003 zum SuS Stadtlohn wechselte. Dort blieb er aber nur ein Jahr und wechselte dann zum SV Schermbeck. In Schermbeck wurde er mit 19 Toren Torschützenkönig der Oberliga Westfalen und wechselte zum FC Schalke 04.
Für Schalke bestritt Erwig in der Vorbereitung zur Saison 2005/06 an seinem ersten Arbeitstag, dem 1. Juli 2005, ein Freundschaftsspiel mit den Bundesliga-Profis in Arnsberg. Dabei zog er sich einen Kreuzbandriss zu, aufgrund dessen er die nächsten neun Monate ausfiel. Danach wurde er aber wieder Stammspieler der zweiten Mannschaft. In den letzten fünf Spielen vor der Winterpause 2006/07 erzielte er sechs Tore.
Im Februar 2007 wurde Erwig in den Profikader hochgezogen. Sein Bundesliga-Debüt gab er am 25. Februar 2007 gegen Bayer 04 Leverkusen, als er in der 86. Minute für Halil Altıntop eingewechselt wurde. Zur Saison 2007/08 wechselte Erwig in die Regionalliga Nord zu Fortuna Düsseldorf. Nach nur einer Saison kehrte er zur zweiten Mannschaft des FC Schalke 04 zurück.
Zur Saison 2010/11 wechselte er zum Regionalligisten Sportfreunde Lotte, wo er einen Zweijahresvertrag unterschrieb. Doch bereits nach einem Jahr entschied Erwig sich für einen erneuten Vereinswechsel und schloss sich im August 2011 dem VfB Hüls in der NRW-Liga an, den er mit 21 Toren in 24 Spielen zum Aufstieg in die Regionalliga West schoss. In der Regionalligasaison 2012/13 landete Erwig mit 19 Treffern auf Platz zwei der Torjägerliste, den Abstieg des VfB Hüls konnte er jedoch nicht verhindern. Daraufhin schloss er sich im Juli 2013 dem Stadtrivalen TSV Marl-Hüls an. Den Verein schoss er in der Saison 2014/15 mit 27 Toren zum Aufstieg in die Oberliga Westfalen. Nachdem er die Hinrunde 2015/16 noch für Marl-Hüls gespielt hatte, wechselte Erwig in der Winterpause zu seinem früheren Verein SuS Stadtlohn. Danach ging es für ihn in die Kreisliga zum SC Reken, für den er in der Saison 2016/17 in 14 Ligaspielen zum Einsatz kam und vier Tore erzielte. In der darauffolgenden Spielzeit 2017/18 übernahm er das Traineramt des Kreisligisten und tritt seitdem als Spielertrainer in Erscheinung.